# Stazione di Carpenders Park
La stazione di Carpenders Park è una stazione situata nell’Hertfordshire, la prima fuori dal territorio cittadino di Londra. È servita da ogni ora quattro treni suburbani transitanti sulle due direzioni della linea lenta per Watford.